# Sainte-Ouenne
Sainte-Ouenne település Franciaországban, Deux-Sèvres megyében. Lakosainak száma 772 fő (2022. január 1.). Sainte-Ouenne Cours, Échiré, Faye-sur-Ardin, Germond-Rouvre, Saint-Maxire és Surin községekkel határos.

## Népesség
A település népessége az elmúlt években az alábbi módon változott:
| Lakosok száma | 809  | 812  | 834  | 805  | 794  | 782  | 777  | 775  | 772  |
|               | 2013 | 2015 | 2016 | 2017 | 2018 | 2019 | 2020 | 2021 | 2022 |